# Закон Хейла

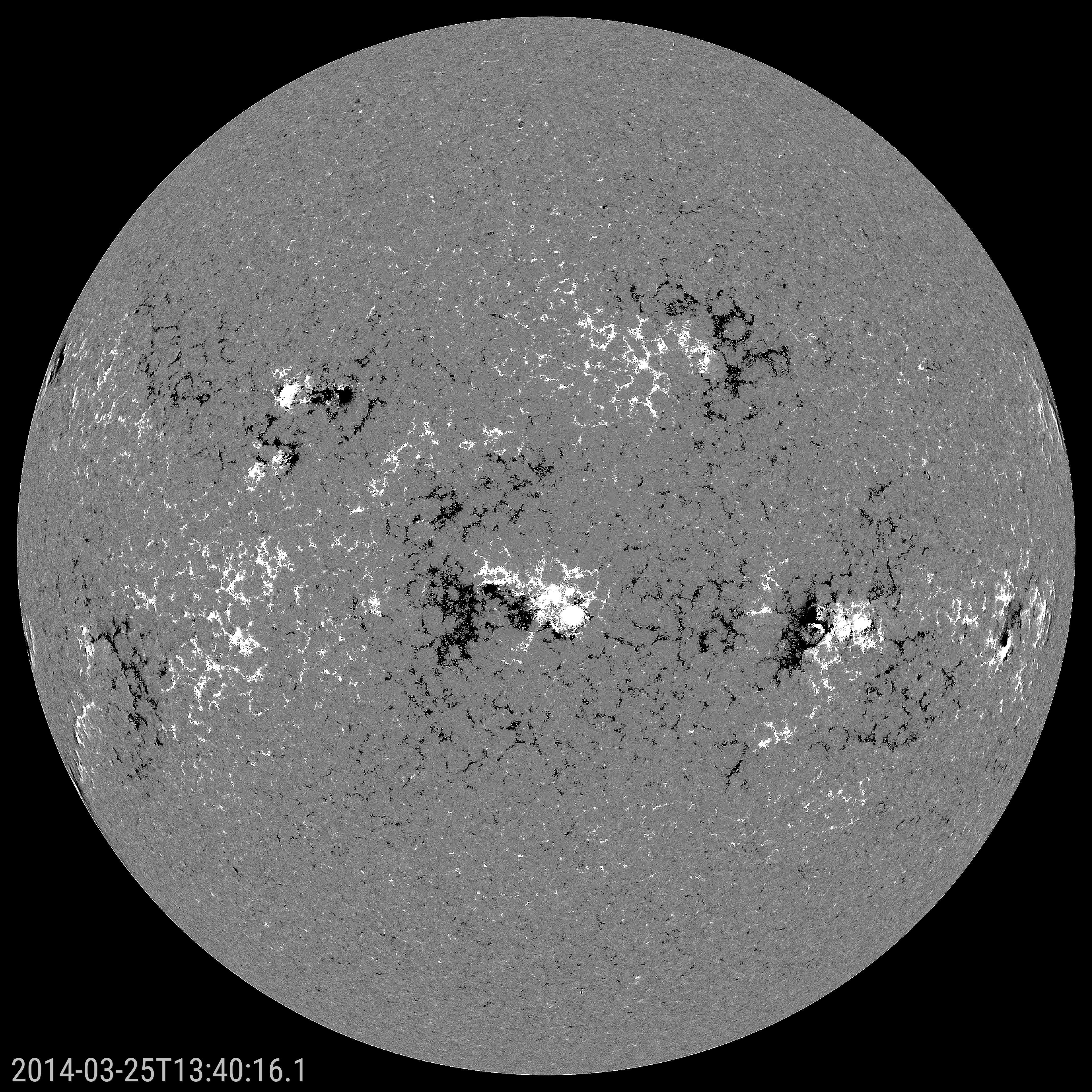
Магнетограмма, иллюстрирующая закон Хейла вблизи максимума солнечной активности 24 солнечного цикла. Белый и чёрный цвет показывают положительный и отрицательный магнитные полярности. Заметим, что лидирующая полярность отрицательна в верхнем полушарии и положительна в нижнем полушарии.

Закон Хейла, закон полярности Хейла, закон Хейла-Николсона описывает тенденцию биполярных активных областей в одном полушарии обладать одной полярностью лидирующего пятна, в другом же полушарии полярность лидирующего пятна противоположна. Также закон описывает, каким образом меняется закономерность распределения полярности от одного цикла активности к другому. Закон Хейла наряду с законом Джоя предоставляет доказательства существования солнечного динамо.

## История

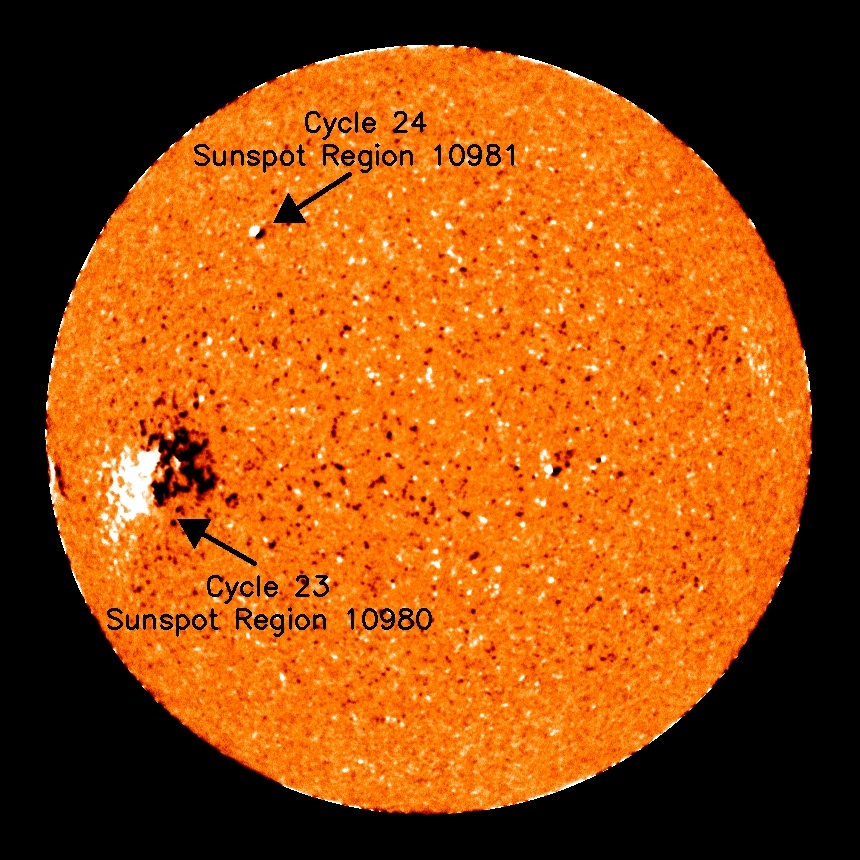
Магнетограмма показывает противоположную полярность активных областей в 23 и 24 циклах солнечной активности.

Магнитное поле на Солнце было обнаружено впервые в 1909 году Джорджем Хейлом, когда по наблюдениям было показано, что солнечные пятна обладают мощными магнитными полями. Хейл также смог описать, как группы пятен в одном полушарии обладают одной полярностью лидирующего пятна и что тип полярности лидирующего пятна меняется при переходе через экватор. При переходе от 14 цикла активности к 15 Хейл с коллегами выполнили наблюдения, показавшие в 1919 году, что магнитная полярность двойных пятен в обоих полушариях меняется от цикла к циклу. Такие закономерности совместно известны как закон  полярности Хейла или просто закон  Хейла.

## Области, нарушающие закон Хейла
Биполярные активные области, нарушающие закон Хейла, также называют областями анти-Хейла. По оценкам, относительное количество таких областей варьируется от 2 до 9%, поскольку такие области часто неправильно классифицируют.
Маленькие слабые активные области чаще нарушают закон Хейла чаще, чем в среднем, с относительной долей около 40%. Напротив, только 4% средних и крупных активных областей нарушают закон Хейла. Также нарушающие закон Хейла области, как и малые активные области в целом, обычно обладают наклоном, не соответствующим закону Джоя.